# Phallogastraceae
Phallogastraceae es una familia de hongos del orden Hysterangiales. La familia contiene 2 géneros y 14 especies.

## Géneros
Contiene los siguientes géneros:
- Phallogaster
- Protubera